# ولتون (ميلتون كينس)
ولتون، ميلتون كينس (باكينجهامشير) (بالإنجليزية: Walton, Milton Keynes)‏ هي قرية وأبرشية مدنية تقع في المملكة المتحدة في باكينجهامشير. يقدر عدد سكانها بـ 11,923 نسمة .